# Campeonato Europeo de Patinaje de Velocidad sobre Hielo de 2025
El CXV Campeonato Europeo de Patinaje de Velocidad sobre Hielo se celebró en Heerenveen (Países Bajos) del 10 al 12 de enero de 2025 bajo la organización de la Unión Internacional de Patinaje sobre Hielo (ISU) y la Federación Neerlandesa de Patinaje sobre Hielo.
Las competiciones se realizaron en el estadio Thialf de la ciudad holandesa.

## Resultados

### Masculino
| Evento                      | Oro                                    | Plata                                   | Bronce                                      |
| --------------------------- | -------------------------------------- | --------------------------------------- | ------------------------------------------- |
| 500 m (11.01)               | Kim Min-Seok · Hungría · 35,63 s       | Peder Kongshaug · Noruega · 35,94 s     | Daniele Di Stefano · Italia · 36,30 s       |
| 1500 m (12.01)              | Peder Kongshaug · Noruega · 1:44,01    | Sander Eitrem · Noruega · 1:44,27       | Kim Min-Seok · Hungría · 1:45,61            |
| 5000 m (11.01)              | Sander Eitrem · Noruega · 6:06,20      | Beau Snellink · Países Bajos · 6:08,91  | Chris Huizinga · Países Bajos · 6:09,48     |
| 10 000 m (12.01)            | Davide Ghiotto · Italia · 12:35,96     | Sander Eitrem · Noruega · 12:47,90      | Beau Snellink · Países Bajos · 12:54,76     |
| Clasificación total (12.01) | Sander Eitrem · Noruega · 146,561 pts. | Peder Kongshaug · Noruega · 147,62 pts. | Beau Snellink · Países Bajos · 149,092 pts. |

### Femenino
| Evento                      | Oro                                                     | Plata                                              | Bronce                                 |
| --------------------------- | ------------------------------------------------------- | -------------------------------------------------- | -------------------------------------- |
| 500 m (11.01)               | Antoinette Rijpma-de Jong · Países Bajos · 38,50 s      | Joy Beune · Países Bajos · 39,31 s                 | Natalia Jabrzyk · Polonia · 39,69 s    |
| 1500 m (12.01)              | Joy Beune · Países Bajos · 1:54,60                      | Antoinette Rijpma-de Jong · Países Bajos · 1:54,69 | Ragne Wiklund · Noruega · 1:56,39      |
| 3000 m (11.01)              | Ragne Wiklund · Noruega · 3:59,43                       | Francesca Lollobrigida · Italia · 4:00,37          | Joy Beune · Países Bajos · 4:00,39     |
| 5000 m (12.01)              | Ragne Wiklund · Noruega · 6:50,81                       | Merel Conijn · Países Bajos · 6:52,43              | Joy Beune · Países Bajos · 6:57,55     |
| Clasificación total (12.01) | Antoinette Rijpma-de Jong · Países Bajos · 159,211 pts. | Joy Beune · Países Bajos · 159,330 pts.            | Ragne Wiklund · Noruega · 159,942 pts. |

## Medallero
- Solo se otorgan medallas en la clasificación general.

| Núm. | País         | Oro | Plata | Bronce | Total |
| ---- | ------------ | --- | ----- | ------ | ----- |
| 1    | Noruega      | 1   | 1     | 1      | 3     |
| 1    | Países Bajos | 1   | 1     | 1      | 3     |
|      | TOTAL        | 2   | 2     | 2      | 6     |